# Bandera de Granyena de les Garrigues
La bandera oficial de Granyena de les Garrigues té la següent descripció:
| « | Bandera apaïsada, de proporcions dos d'alt per tres de llarg, groga, amb el magraner arrencat verd fosc fruitat de vermell de l'escut, d'alçària 5/6 de la del drap i amplària 4/9 de la llargària del mateix drap, al centre. | » |

## Història
Fou aprovada per la Generalitat l'1 d'octubre de 2015 i publicada al DOGC el 16 d'octubre amb el número 6977.